# Dichotomius quinquelobatus
Dichotomius quinquelobatus är en skalbaggsart som beskrevs av Felsche 1901. Dichotomius quinquelobatus ingår i släktet Dichotomius och familjen bladhorningar. Inga underarter finns listade i Catalogue of Life.